# ウズンキョプリュ
ウズンキョプリュ（トルコ語: Uzunköprü）は、トルコ北西部の都市。エディルネ県ウズンキョプリュ郡の郡都に定められている。
ウズンキョプリュはエディルネの南64km、ギリシャとの国境付近に位置する。ハヴザとケシャーンを結ぶ国道が町を走り、イスタンブールを始点としてソフィア、ベオグラードを経て西ヨーロッパに向かう鉄道が通っている。

## 歴史
町の名前である「ウズンキョプリュ」は「長い橋」を意味する言葉であり、15世紀前半にエルゲネ川に架けられた橋に由来する。オスマン皇帝ムラト2世の命令によって、1426年から1443年にかけての期間に橋が建設された。橋の全長は1392m、幅5.5m、174のアーチを備えていた。橋の完成によって、オスマン軍は自然の障壁であるエルゲネ川を越えてバルカン半島に進軍する事が可能になった。
第一次世界大戦後にウズンキョプリュは一時的にギリシャの占領下に置かれたが、1922年11月に解放された。1963年に橋が復元された。

## 産業
エルゲネ川流域のウズンキョプリュ郡では、米の栽培が盛んに行われている。ほかヒマワリ、テンサイなどの栽培、羊や牛の飼育が行われている。農畜産物の加工も行われ、チーズ、植物油、小麦粉、飼料などが製造されている。